# Zhou Shouying
Zhou Shouying (kinesiska: 周 守英), född den 11 september 1969, är en kinesisk roddare.
Hon tog OS-brons i fyra utan styrman i samband med de olympiska roddtävlingarna 1988 i Seoul.